# Nils Jönsson Oxenstierna
Nils Jönsson Oxenstierna (1390-es évek eleje – 1450) svéd államférfi, lovag és a kalmari unió idején Svédország kormányzója 1448 januárjától júniusáig, fivérével Bengt Jönssonnal közösen.

## Élete
Nils Jönsson az 1390-es évek elején született (legkésőbb 1394-ben). Apja Jöns Bengtsson Oxenstierna, anyja Märta Finvidsdotter Frössviksätten volt. 

1432-től a svéd Titkos Tanács tagja, 1436-ban Borgholm várkapitánya, 1438-ban Stäkeholm, 1442-től Nyköpingshus várkapitányaként említik. 1441-ben I. Kristóf király a koronázásán lovaggá ütötte.
A király halála után 1448 januárjától júniusig Svédország kormányzója volt a testvérével, Bengt Jönssonnal együtt, míg királlyá nem választották Karl Knutssont. Két évvel később halt meg 1450 októberében. Háromszor nősült, harmadik házasságából egy fia és három lánya született.

## Fordítás
- Ez a szócikk részben vagy egészben  a   Nils Jönsson (Oxenstierna) című svéd Wikipédia-szócikk ezen változatának fordításán alapul.  Az eredeti cikk szerkesztőit annak laptörténete sorolja fel. Ez a jelzés csupán a megfogalmazás eredetét és a szerzői jogokat jelzi, nem szolgál a cikkben szereplő információk forrásmegjelöléseként.